# گفته

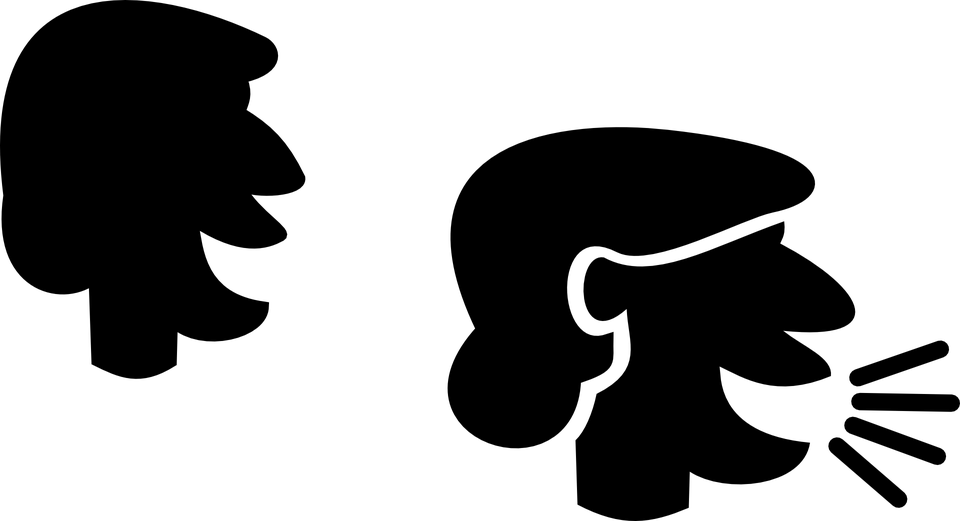

گفته (به انگلیسی: Utterance) پاره‌ای از گفتار است که ابتدا و انتهای آن وقفه رخ میدهد. گفته در تحلیل زبان گفتاری کوچکترین واحد گفتار شمرده می‌شود.